# Maggia (Ticino)
Maggia és un municipi del cantó de Ticino (Suïssa), situat al districte de Vallemaggia.